# Canthon mixtus
Canthon mixtus là một loài bọ cánh cứng trong họ Bọ hung (Scarabaeidae).